# Stallauer Weiher
Der Stallauer Weiher ist ein künstlicher See zwischen Bad Tölz und Bad Heilbrunn, er wird an der Westseite aufgestaut. Der See entwässert über den Stallauer Bach, im weiteren Verlauf Reindlbach und schließlich die Loisach.
Der Weiher wurde 1519 durch Veit Jakob Tänzl von Tratzberg in Absprache mit dem Kloster Benediktbeuern als Fischwasser mit einer Fläche von 67 Tgw. angelegt.
Direkt am Südufers des Stallauer Weihers verläuft die Bundesstraße 472. An seinem Nordufer befindet sich ein Campingplatz.
Der See besitzt eine gute Wasserqualität und ist zum Baden geeignet.
Der See ist mit Hechten, Zandern, Stören, Wallern, Forellen, Grasfischen, Karpfen, Schleien, Barschen und mehreren Weißfischarten besetzt und wird von Anglern genutzt.